# Boberská stráň
Boberská stráň byla přírodní památka ev. č. 285 na severovýchodních svazích Žacléřského hřbetu, poblíž obce Žacléř v okrese Trutnov. Oblast spravovala Správa KRNAP.
Důvodem ochrany byla typická submontánní květnatá bučina a suťový porost v Krkonoších. Památka byla zrušena k 1. dubnu 2008 kvůli začlenění do NP Krkonoše.

## Galerie

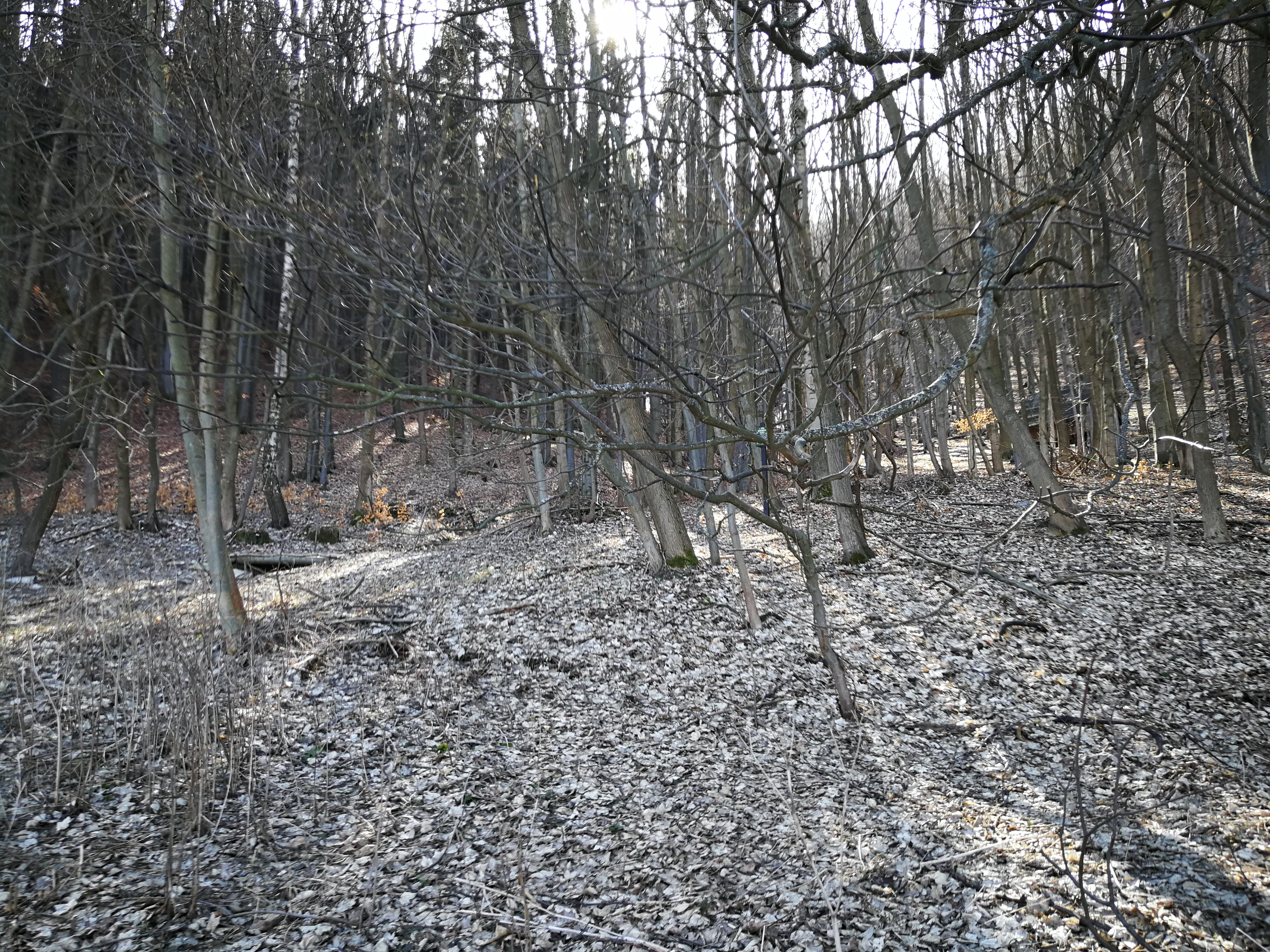
Pohled do svahu
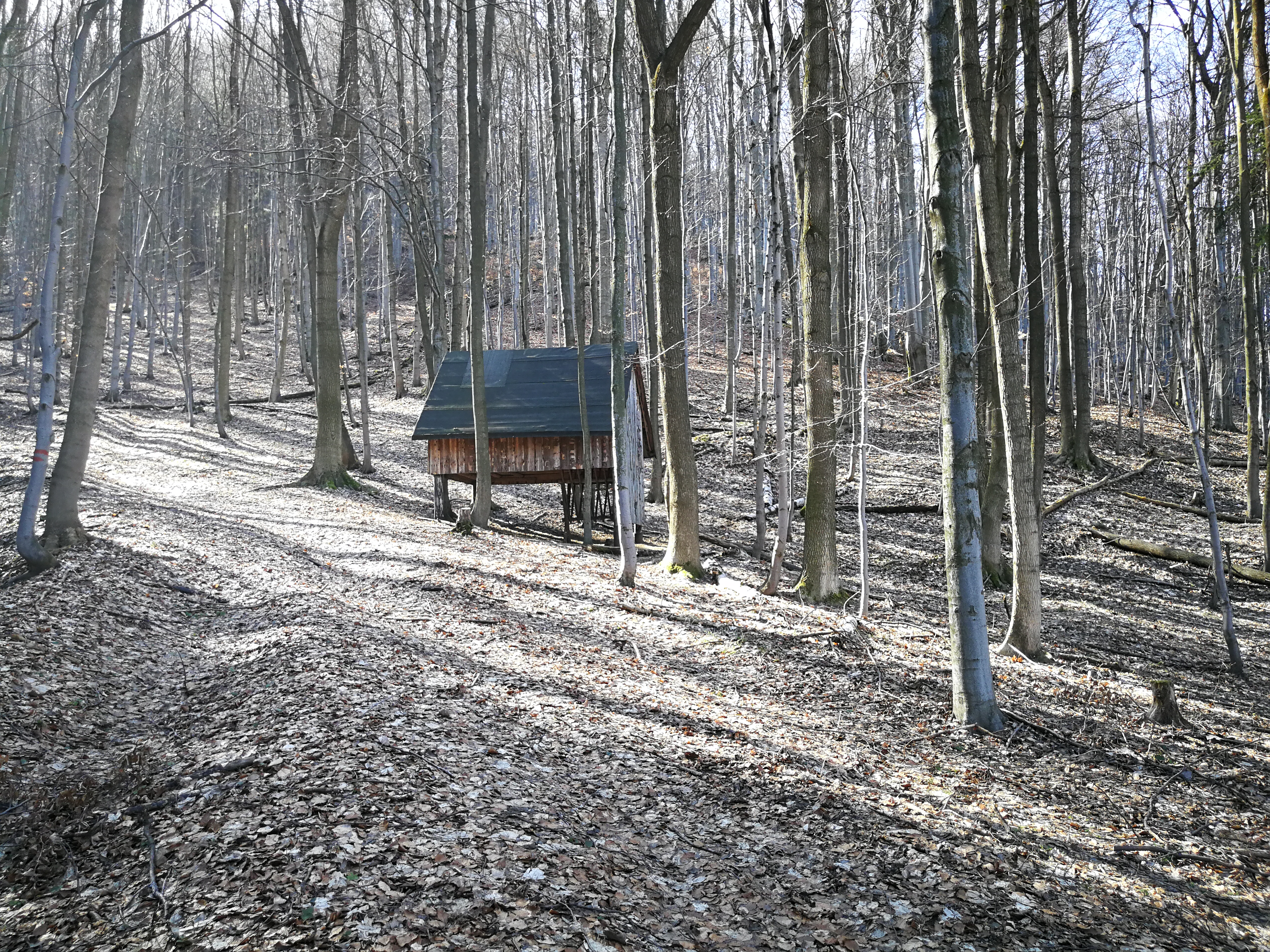
Krmelec
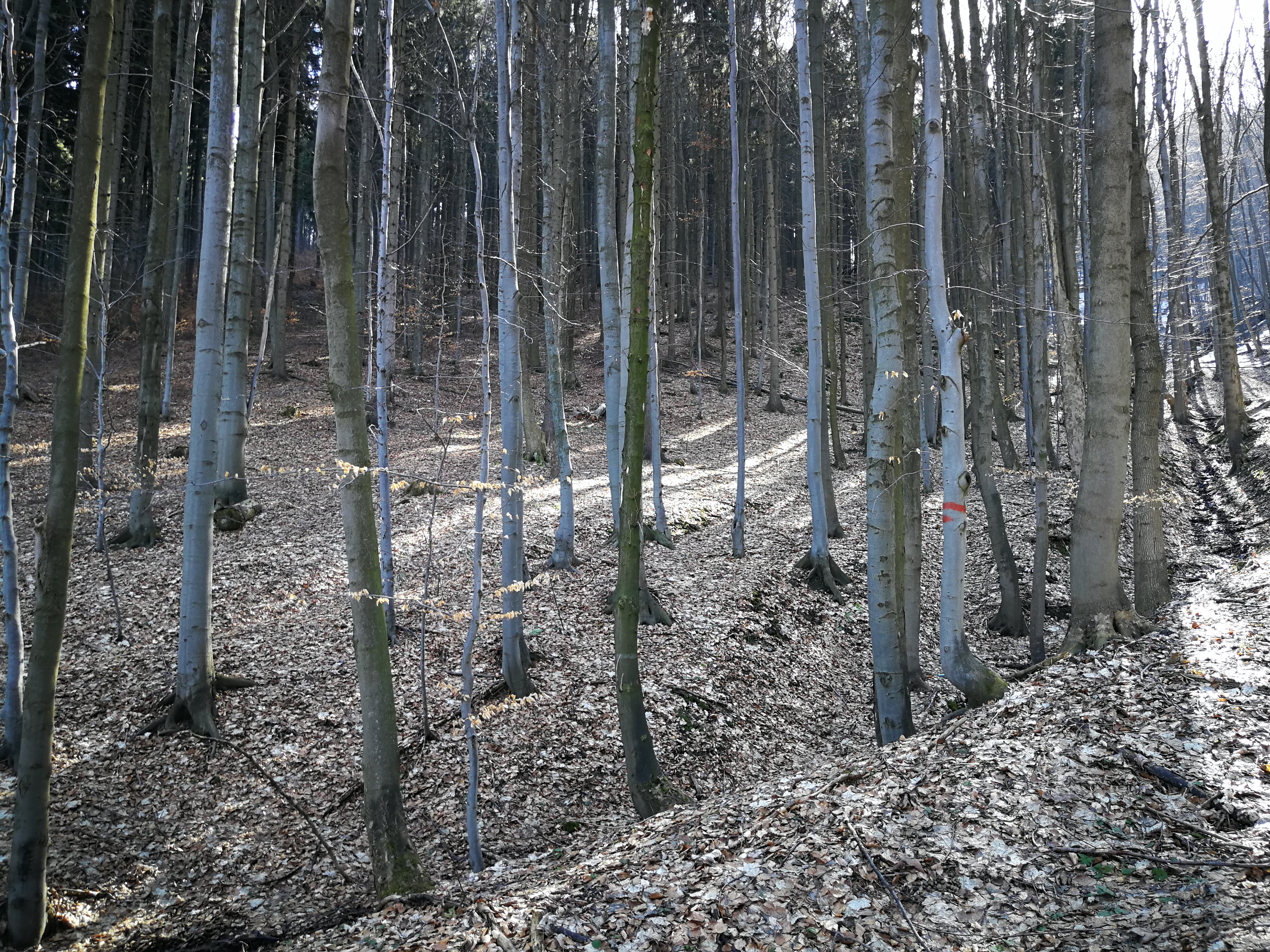
Záryp